# San Mauro Pascoli
San Mauro Pascoli (San Mevar en el dialecte de Romanya) és una ciutat d'Itàlia a la regió d'Emília-Romanya, província de Forlì-Cesena, amb una població d'uns 11.978 habitants. Es troba a uns 18 km de Cesena i a uns 40 km al est de la capital de província, Forlì.
San Mauro Pascoli limita amb els municipis de Bellaria-Igea Marina (RN), Rímini (RN), Santarcangelo di Romagna (RN) i Savignano sul Rubicone.
El 1932 es va canviar el nom en honor del poeta Giovanni Pascoli i la seva germana Maria, nascuts a San Mauro el 1855 i 1865, respectivament.

## Galeria fotogràfica

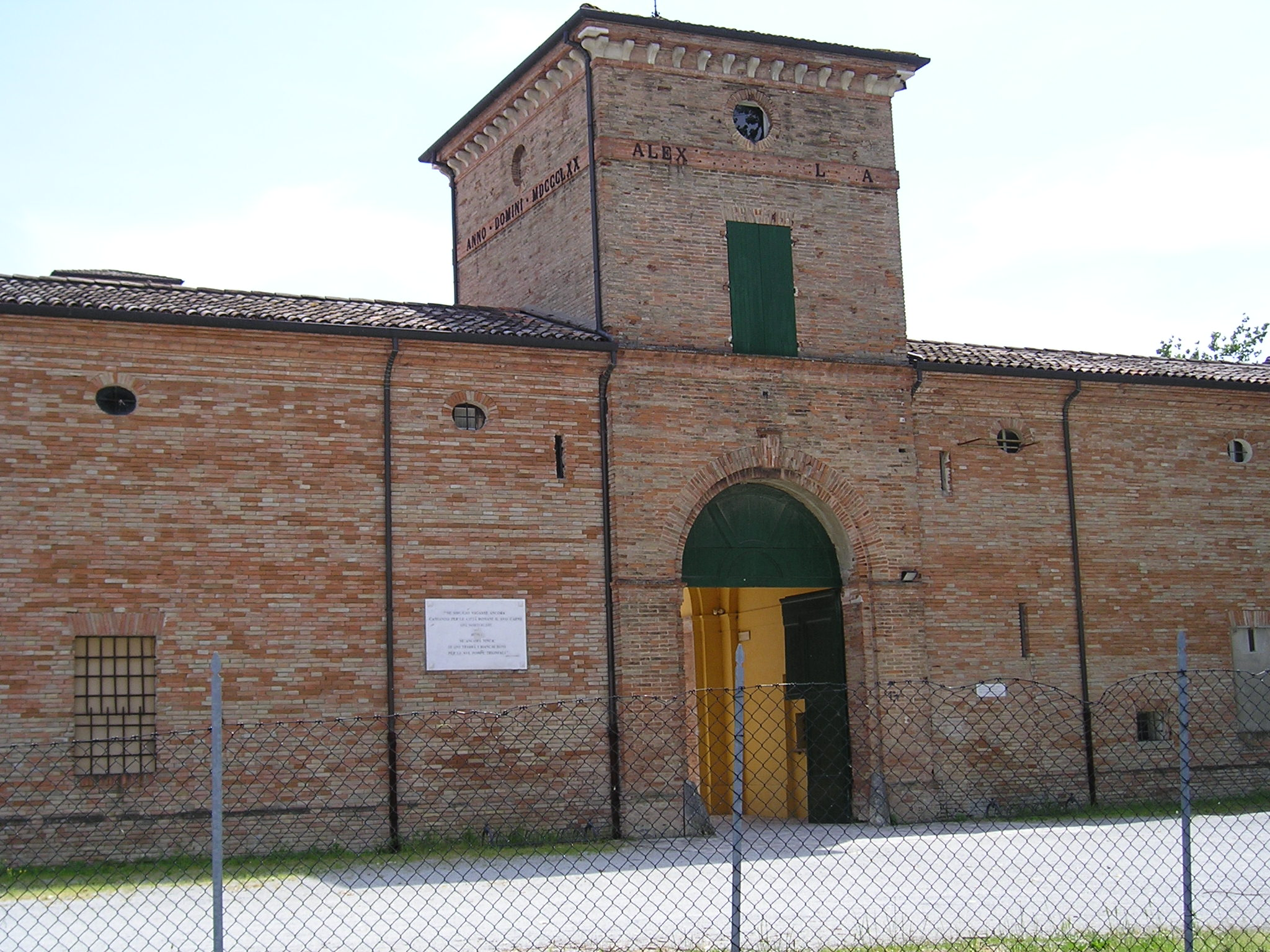
Villa Torlonia
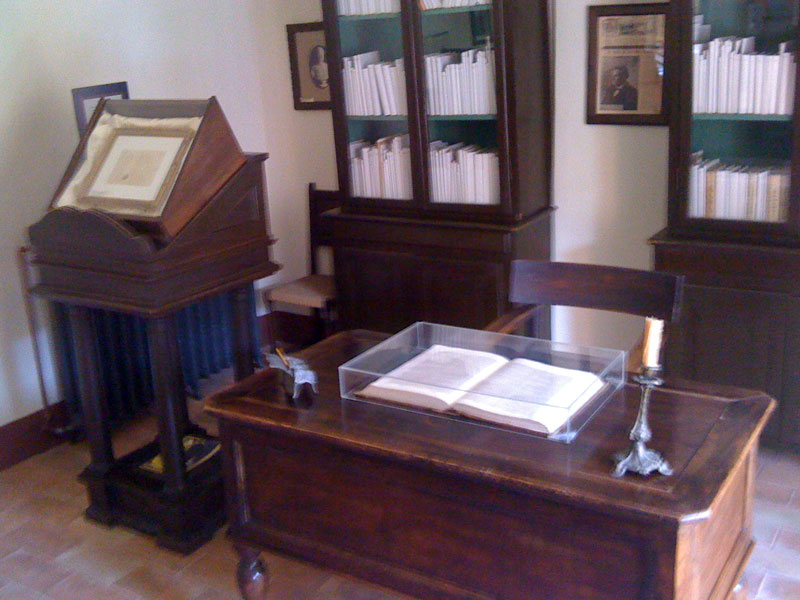
Pupitre de Giovanni Pascoli en Casa Pascoli